# Agrour Amogjar
L’Agrour d’Amogjar est un tertre rocheux de 690 m de haut au sommet de la passe d'Amogjar, dans l’Adrar en Mauritanie. Ses abris sous-roche, appelés site rupestre d’Agrour, abritent l’ensemble de stations de peintures rupestres le plus riche du pays. La dégradation a effacé une partie des fresques. Un enclos protège quelques-uns des abris et l’accès est payant.

## Les peintures rupestres de l’Agrour d’Amogjar
L’ensemble des peintures est hétérogène. Huit groupes stylistiques ont été relevés s’échelonnant depuis l’époque «pastorale» jusqu’aux graffitis les plus récents. Les thèmes principaux sont les dessins géométriques, la faune sauvage comme la girafe, le lion et le crocodile, l’élevage et les hommes. L’ensemble le plus important est une frise de danseurs.

## Galerie

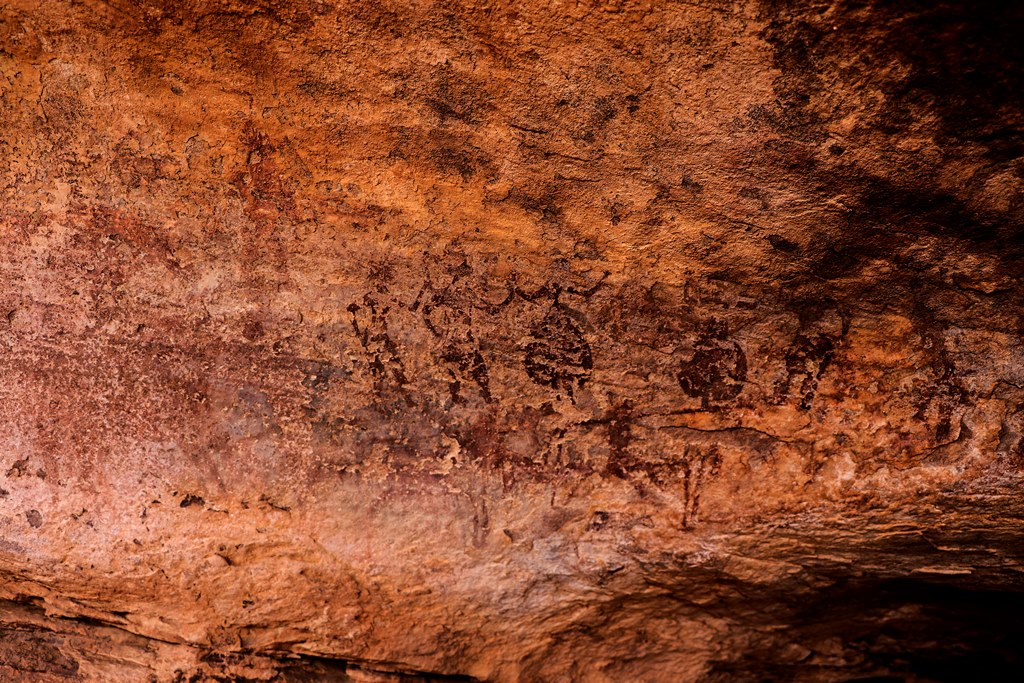
Frise de danseurs
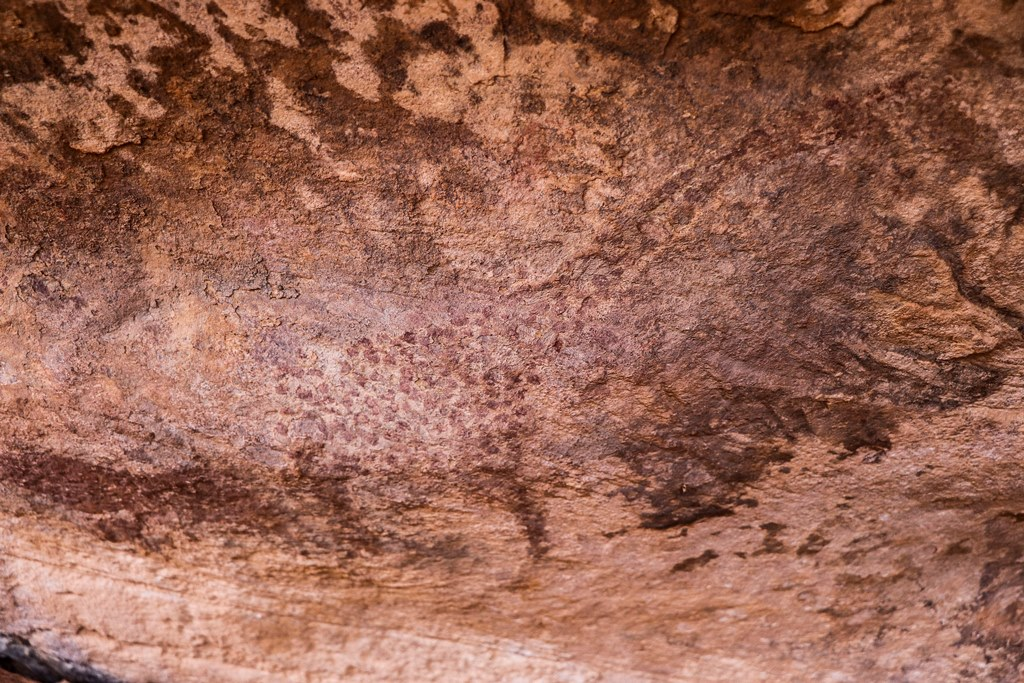
Une girafe picotée
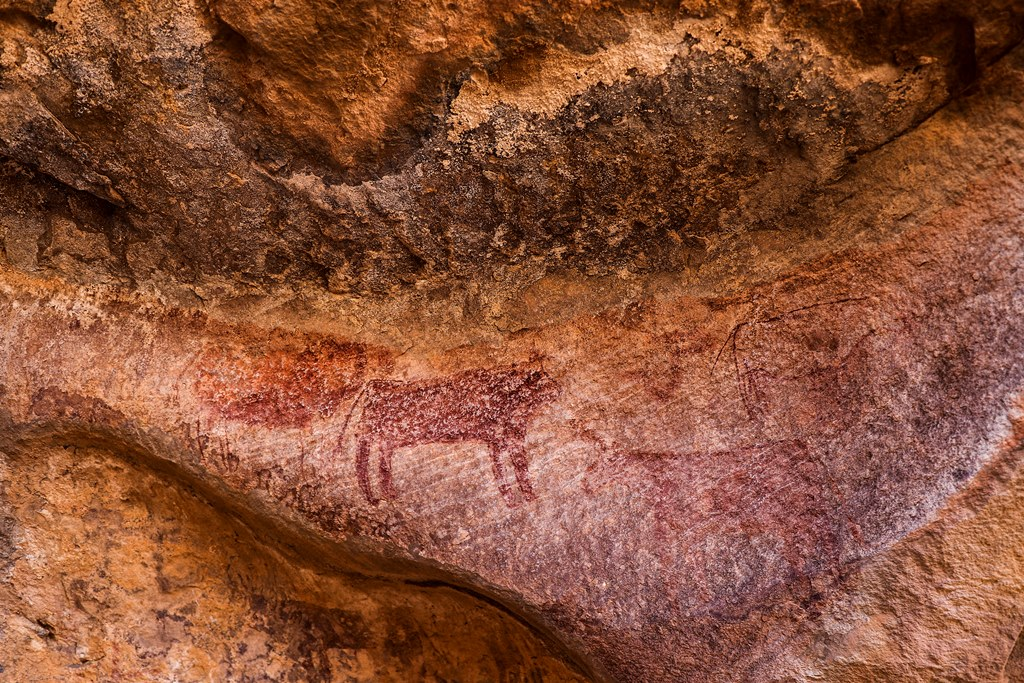
Des bovinés
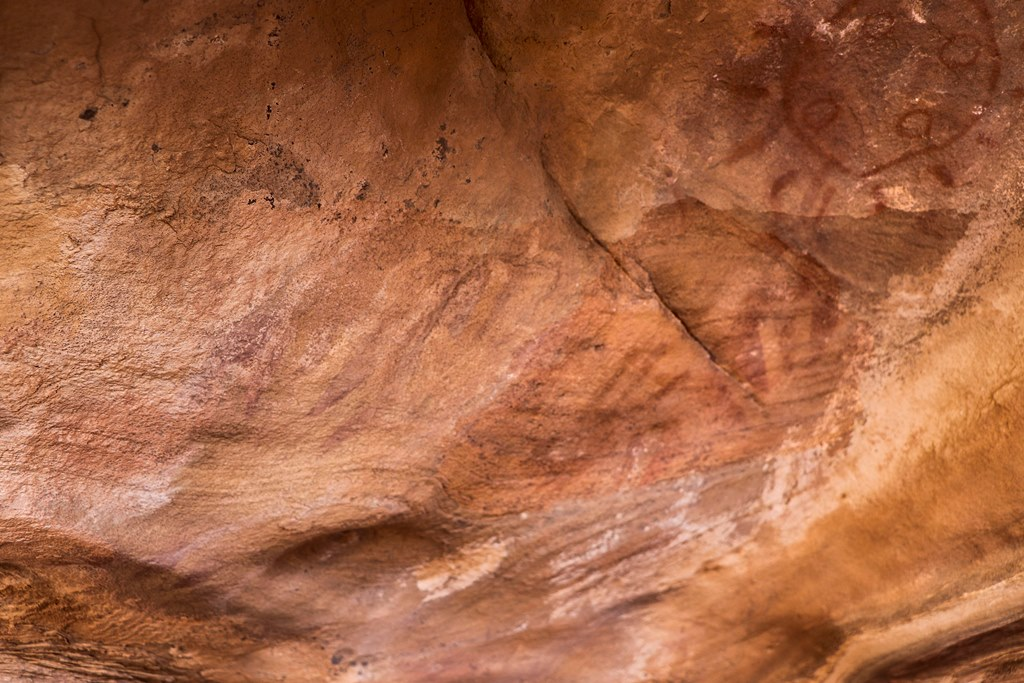
Dessin géométrique en rouge, avec des rayons, et des mains positives et négatives
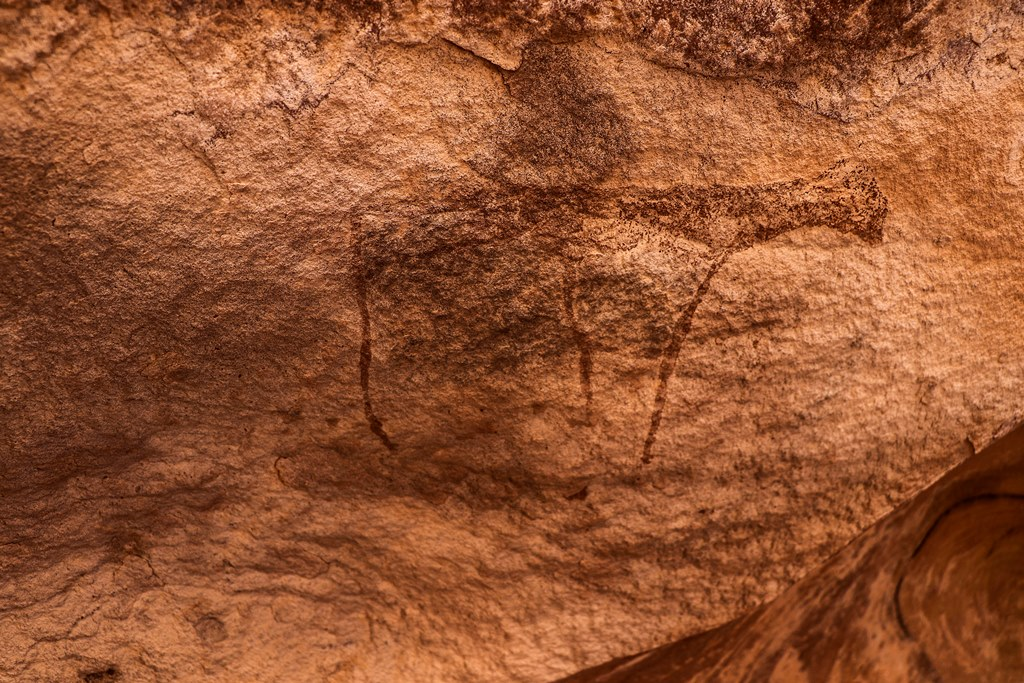
Un boviné schématiquement dessiné